# Orphnus subfoveatus
Orphnus subfoveatus är en skalbaggsart som beskrevs av Leon Fairmaire 1898. Orphnus subfoveatus ingår i släktet Orphnus och familjen Orphnidae. Inga underarter finns listade i Catalogue of Life.